# Pharcidia rhachiana
Pharcidia rhachiana är en svampart som beskrevs av Kohlm. 1973. Pharcidia rhachiana ingår i släktet Pharcidia och familjen Mycosphaerellaceae.   Inga underarter finns listade i Catalogue of Life.